# Naravni rezervat Alam-Pedja
Naravni rezervat Alam-Pedja (estonsko Alam-Pedja looduskaitseala) je največji naravni rezervat v Estoniji. To je obsežno območje divjine, ki zajema 342 km2 in je sestavljeno iz kompleksa 5 velikih barij, ločenih z neurejenimi rekami, njihovimi poplavnimi ravnicami in obsežnimi gozdovi. Cilj naravnega rezervata je zaščititi raznolike ekosisteme in redke vrste, predvsem z ohranjanjem naravnega razvoja gozdov in barja ter z zagotavljanjem stalnega upravljanja s polnaravnimi poplavnimi travniki.
Alam-Pedja leži v osrednji Estoniji, severovzhodno od jezera Võrtsjärv, v nižinskem območju, imenovanem kotlina Võrtsjärv. Obsega tri okrožja - Tartu, Jõgeva in Viljandi. Območje ima še posebej nizko gostoto človeške populacije, primerljivo z gostoto volka, medveda in risa.
Naravni rezervat je bil ustanovljen leta 1994. Po Ramsarski konvenciji je priznano kot mokrišče mednarodnega pomena, od leta 2004 pa je določeno območje Natura 2000.
Ime Alam-Pedja, v prevodu Spodnja-Pedja, izhaja iz lege naravnega rezervata v spodnjem toku reke Pedja.

## Zgodovina
Prvi človeški prebivalci so na območje sedanjega naravnega rezervata prišli v kameni dobi. Stalna naselja so bila ustanovljena na obalah jezera Veliki Võrtsjärv, predhodnika sedanjega jezera, ki je pokrivalo velika nižinska območja na severu in severovzhodu. Ribolov je bil glavni poklic, ki je stoletja privabljal prebivalce na to območje.
Človeške dejavnosti so najbolj vplivale na območje v 19. stoletju, ko je zanimanje za uporabo naravnih virov (predvsem lesa in rib) močno naraslo. Glavno gonilo izkoriščanja velikih gozdov tega območja je bila steklarska industrija, ki je potrebovala ogromno drv. Prva steklarna je bila ustanovljena v Utsaliju leta 1760. V začetku 19. stoletja je bila izdelava stekla in ogledal Võisiku ali Rõika-Meleski na bregovih reke Põltsamaa blizu zahodne meje sedanjega naravnega rezervata največje industrijsko podjetje v Estoniji, leta 1820 je zaposlovalo približno 540 ljudi. Po prvi svetovni vojni je bila večina steklarn zaprta in intenzivno sekanje gozdov je bilo ustavljeno.
Od leta 1952 do 1992 so sovjetske zračne sile upravljale razmeroma majhno območje bombardiranja v severnem delu območja. Majhna vas Utsali je bila v ta namen očiščena ljudi. Veliko varovalno območje območja bombardiranja, ki je pokrivalo skoraj polovico ozemlja današnjega naravnega rezervata, je zagotavljalo zaščito naravne krajine.
Naravni rezervat je bil uradno ustanovljen leta 1994 s pomočjo Estonskega sklada za naravo. Leta 1997 je bil uvrščen na Ramsarski seznam mokrišč mednarodnega pomena, od leta 2004 pa je del Evropske unije Natura 2000 omrežje.
Trenutno ima naravni rezervat manj kot 10 stalnih prebivalcev in ga ne prečka nobena cesta. Pred drugo svetovno vojno je v Palupõhji, vasi na levem bregu reke Emajõgi, živelo 120 ljudi; leta 2001 jih je imela pet.

## Narava
Naravni rezervat Alam-Pedja zajema velik del kotline Võrtsjärv, obsežno nižinsko območje, podobno skledam, ki so ga po zadnji ledeni dobi poplavile vode jezera Veliki Võrtsjärv. Ko je jezero nastalo v zgodnjem holocenu, je bila gladina 4–5 m višja od današnje. Jezero se je začelo umikati po letu 7500 pred našim štetjem, ko se je skozi dolino reka Emajõgi razvila iztok na vzhod.
Naravni rezervat je večinoma mokrišče, vključno s kompleksom petih velikih barij in poplavnih površin velikih rek (Emajõgi, Põltsamaa in Pedja). Mokrišča pokrivajo 82 % ozemlja naravnega rezervata. Edine vrste jezer, ki jih najdemo v naravnem rezervatu, so mrtvice in več kot 2000 močvirskih bazenov. Številni poplavni travniki se tradicionalno uporabljajo za senožeti. Vendar se je v zadnjih desetletjih obseg poplavnih ravnic močno zmanjšal, kar ogroža vrste, povezane s tako dragocenimi polnaravnimi krajinami. Nadaljnje upravljanje poplavnih travnikov je eden glavnih ciljev naravnega rezervata.
Tudi večina gozda v Alam-Pedji je mokra. Aluvialni širokolistni in pragozdovi so še posebej dragoceni.
Alam-Pedja je najpomembnejše gojitveno območje čokete (Gallinago media) ali velikega ostrožnjaka v Estoniji in baltskih državah. Ujeda veliki klinkač (Clanga clanga) je še ena ogrožena vrsta ptic, ki se razmnožuje na tem območju.